# Magdalena Szczepańska (prawnik)
Magdalena Szczepańska dawniej: Magdalena Szczepańska-Bębenek – polska prawnik, doktor habilitowany nauk prawnych, nauczyciel akademicki Uniwersytetu Warszawskiego, specjalistka w zakresie prawa pracy i prawa ubezpieczeniowego.

## Życiorys
W 2002 na Wydziale Prawa i Administracji Uniwersytetu Warszawskiego na podstawie rozprawy pt. Pojęcie wypadku ubezpieczeniowego w ubezpieczeniach zdrowotnym, społecznym i na życie na przykładzie ryzyka choroby, śmierci i kalectwa uzyskała stopień naukowy doktora nauk prawnych w zakresie prawa, specjalność: prawo pracy. Tam też w 2011 na podstawie dorobku naukowego oraz rozprawy pt. Ubezpieczenie na życie z ubezpieczeniowym funduszem kapitałowym otrzymała stopień doktora habilitowanego nauk prawnych w zakresie prawa, specjalność: ubezpieczenia. Została adiunktem na tym wydziale.
Objęła stanowisko kierownika Katedry Prawa Ubezpieczeń na Wydziale Prawa i Administracji UW.